# IC 2138
IC 2138 — галактика типу Sab (компактна витягнута галактика) у сузір'ї Заєць.
Цей об'єкт міститься в оригінальній редакції індексного каталогу.